# Freiwilligengesetz (Deutschland)
Das Freiwilligengesetz war ein Gesetz, das der Deutsche Bundestag am 15. und 16. Juli 1955 gegen die Stimmen der SPD verabschiedete. Nach dem Beitritt der Bundesrepublik zur NATO am 9. Mai 1955 regelte es die Einstellung von bis zu 6000 Freiwilligen als künftiges militärisches Ausbildungs- und Führungspersonal der in Gründung begriffenen Bundeswehr. Das Gesetz gilt deshalb als Meilenstein in der Geschichte der Bundeswehr.
Außerdem enthielt das Freiwilligengesetz eine vorläufige Regelung der Rechtsstellung der freiwilligen Soldaten einschließlich ihrer Besoldung und Versorgung in entsprechender Anwendung der Vorschriften über Bundesbeamte auf Probe.  Bei der Einstellung von Freiwilligen mit dem Dienstgrad vom Oberst an aufwärts (ehemalige Wehrmachtsoffiziere) wirkte ein Personalgutachterausschuss mit.
Am 12. November 1955 wurden die ersten 101 Freiwilligen vereidigt, die aber gem. § 1 Abs. 2 des Freiwilligengesetzes nicht zu militärischen Verbänden zusammengefasst wurden.
Mit Inkrafttreten des Soldatengesetzes am 1. April 1956 trat das Freiwilligengesetz außer Kraft.